# Il budino magico
Il budino magico (The Magic Pudding: Being The Adventures of Bunyip Bluegum and his friends Bill Barnacle and Sam Sawnoff) è un libro per ragazzi australiano scritto e illustrato da Norman Lindsay. È un libro comico, e un classico della letteratura australiana per ragazzi.
La storia è ambientata in Australia con protagonisti umani e animali antropomorfi. Il libro racconta di un budino magico che appartiene a tre compagni che vogliono difenderlo dai ladri di budino.
Il libro è diviso in quattro "fette" invece di capitoli. Ci sono molte canzoni brevi intervallati in tutto il testo, che varia da storie raccontate in rima alle descrizioni di stati d'animo di un personaggio o il comportamento, e versi di una canzone del mare.

## Trama
Volendo vedere il mondo, Bunyip Bluegum il koala decide di viaggiare, prendendo solo un bastone da passeggio. Verso l'ora di pranzo, sentendosi più che un po' affamato, incontra Bill Barnacle il marinaio e Sam Sawnoff il pinguino che stanno mangiando un budino. Il budino si chiama Albert e può ritornare nella sua forma originaria dopo essere stato mangiato. Ha sottili braccia e gambe ed è molto irascibile e maleducato. Il suo unico piacere è essere mangiato e Bill e Sam invitano Bunyip a unirsi con loro per il pranzo. Dopo pranzo Bill racconta a Bunyip come lui e Sam avevano naufragato con il cuoco di una nave su un iceberg dove il cuoco ha creato il budino che ora possiedono.
Più tardi incontrano dei ladri di budini, un opossum e un wombat. Bill e Sam coraggiosamente difendono il loro budino mentre Bunyip si siede su Albert in modo che non può fuggire. Più tardi quella sera seduti intorno al fuoco, Bill e Sam, grati per averli aiutati, invitano Bunyip a unirsi a loro nella Nobile Congrega dei Cavalieri del Budino Magico.
Più tardi, il giorno dopo, attraverso qualche inganno ben congegnato, i ladri di budini riescono a rubare il budino. Bill e Sam cadono nella disperazione e insieme a Bunyip per salvare Albert. Nel corso di rintracciare i ladri di budini incontrano alcune persone piuttosto patetiche e sgradevoli, ma alla fine riescono a scoprire dove i due delinquenti si sono nascosti. Bunyip attira i ladri in una trappola e insieme a Bill e Sam riescono a recuperare Albert.
Qualche tempo dopo, i ladri di budini avvicinano i tre proprietari proclamando di portare dei doni in cambio che il budino sia messo all'interno di un sacchetto che hanno con loro. Nel fare ciò i ladri riprendono il budino e scappano.
Benjamin Brandysnap, un cane anziano e orticoltore arriva e libera i tre proprietari. La borsa era stata rubata dalla sua stalla, e si unisce ai proprietari per riprendere il budino. Bunyip attira i ladri in un'altra trappola recuperando di nuovo il budino.
Il giorno successivo i viaggiatori arrivano in una cittadina chiamata Tooraloo dove vengono avvicinati da uomini vestiti in abiti e cappelli a cilindro che affermano di essere i veri proprietari del budino; che risultano essere i due ladri che tentano di nuovo di rubare il budino. Il Sindaco della cittadina e un agente della polizia locale fermano i due ladri, mentre Albert di cattivo umore pizzica il sindaco che ordina il suo arresto.
Albert viene portato in tribunale in cui gli unici funzionari presenti sono il giudice e l'usciere che stanno giocando a carte, ma preferiscono mangiare il convenuto, piuttosto che ascoltare il caso. Per sistemare le cose, Bunyip suggerisce che sentono loro il caso di Albert; Bill diventa il pubblico ministero, i ladri Pudding pagano con i tentativi di rubare il budino, il furto della borsa di Benjamin Brandysnap e ammettono che il Sindaco e l'agente siano "12 uomini buoni e veri" e che l'incostituzionalità del giudice è "meglio di un pugno sul muso". Bunyip annuncia improvvisamente che Albert è stato avvelenato e il giudice, che ha mangiato il budino, diventa improvvisamente pazzo e attacca l'usciere, i ladri di budini, il Sindaco e l'agente con una bottiglia di porto.
In realtà, Alberto non è mai stato avvelenato e i proprietari approfittano della confusione per scappare. Poi decidono che sarebbe meglio sistemarsi da qualche parte piuttosto che continuare il loro viaggio e costruiscono una casa in un albero nel giardino di Benjamin.

## Illustrazioni

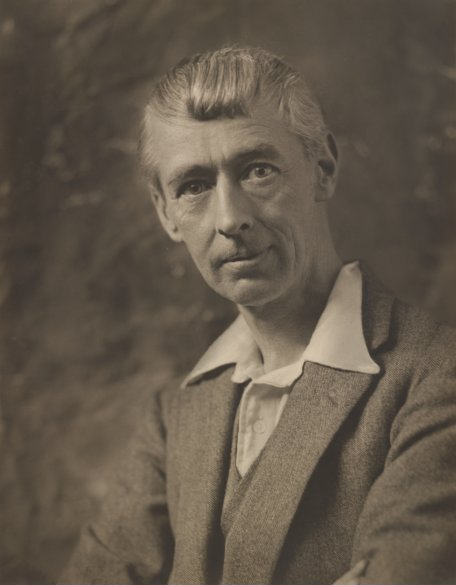
Norman Lindsay nel 1931, autore de Il budino magico

Norman Lindsay, un noto artista, ha illustrato il libro con numerosi disegni in bianco, e ha anche disegnato la copertina. I bozzetti originali possono essere visti presso la State Library of New South Wales.
La scultura di Magic Pudding da Louis Laumen, basato su illustrazioni di Lindsay, è il fulcro del Giardino Bambini Potter Ian nei Royal Botanic Gardens di Melbourne.

## Importanza e critica
Pubblicato la prima volta nel 1918, The Magic Pudding è considerato classico per bambini, e continua ad essere ristampato. Una nuova edizione è stata pubblicata nel 2008 per celebrare il 90º anniversario del libro, e il 12 ottobre è stato dichiarato "Giornata del budino". La nuova edizione presenta l'opera originale così come una biografia, le prime recensioni di libri, lettere, tra Lindsay e il suo editore, e varie ricette.
The Magic Pudding si dice che sia stato scritto per risolvere un argomento: un amico di Lindsay ha detto che ai bambini piace leggere di fate, mentre Lindsay ha affermato che avrebbero preferito leggere un libro sul cibo e la lotta.
Philip Pullman ha descritto The Magic Pudding come "il più divertente libro per i bambini mai scritto" e, come il suo libro preferito.
Fuori catalogo tranne che in Australia per molti anni, il libro è stato ristampato in The New York Review Children's Collection.

## Adattamenti
Un lungometraggio d'animazione adattamento film è uscito nel 2000, con John Cleese (Albert), Hugo Weaving (Bill), Geoffrey Rush (Bunyip), e Sam Neill (Sam). È stato deviato pesantemente dal libro di Lindsay, è stato criticamente deriso, e non fu un successo finanziario.
Nel 2010, Marian Street Theatre for Young People, a Killara, Nuovo Galles del Sud, è stato presentato un adattamento della sceneggiatura di Lindsay. Adattato da Andrew James, la produzione fu il primo a rappresentare la maggior parte dei personaggi della storia di Lindsay con attori, invece di marionette.
Nel 2013, Victorian Opera ha presentato The Magic Pudding - The Opera. La musica è di Calvin Bowman e il libretto è tratto dal libro di Lindsay di Anna Goldsworthy.

## Onori
Nel 1985 un francobollo, raffigurante un'illustrazione dal libro, è stato rilasciato da Australia Post come parte di una serie di cinque libri per bambini.